# Bugey
O Bugey é uma das quatro regiões do departamento de l'Ain, França. As outras são: a Bresse, os Dombes e o País de Gex.

 O Bugey é delimitada a este pelo Ródano e a sul e  oeste pelo rio Ain.

## Anexação à França
O conde Amédée II havia recebido em 1077 confirmação por parte de Henrique IV - do Sacro Império Romano-Germânico - confirmação dos seus direitos sobre a senhoria de Bugey . A casa de Saboia vai aumentar a sua influência e Bugey fica ligada a ela até ao tratado de Lyon en 1601 que junta o Bugey à França ao mesmo momento que Bresse e o País de Gex.

 Depois de mais de 100 anos de destino comum com a dinastia de Saboia o Ródano torna-se um rio fronteira.